# Rhodochlanis suaedae
Rhodochlanis suaedae är en insektsart som beskrevs av Hodkinson och Jennifer L. Hollis 1981. Rhodochlanis suaedae ingår i släktet Rhodochlanis och familjen rundbladloppor. Inga underarter finns listade i Catalogue of Life.